# 국가독일인
국가독일인(독일어: Reichsdeutsche 라이히스도이체[*])은 1871년 독일 제국 건국 이후 독일 국경 안에서 태어나 거주한 독일인들을 말한다.
"국가독일인"에 상대되는 반대말은 역사적 시기에 따라 민족독일인 또는 외지독일인이라고 불렸다. 발트 독일인이나 볼가 독일인처럼 거주 지역을 특정해서 부르기도 했다.